# فانيا مبادي عبد الرحيم
فانيا مبادي عبد الرحيم ابن عبد السُّبحان (1352- 1445 هـ/ 1933- 2023 م) المشهور بالاسم المختصر ف. عبد الرحيم (بالإنجليزية: V. Abdul Rahim). علامة لغوي، ومُحقق هندي، وأستاذ جامعي. اختص بالمعرَّب والدَّخيل بالعربية، كان متقنًا أكثر من 14 لغة عالمية، وتولى إدارة مركز الترجمات بمجمع الملك فهد لطباعة المصحف الشريف بالمدينة المنورة.

## اسمه وولادته
اشتَهر ف. عبد الرحيم بهذا الاسم، واسمه الأول على الحقيقة هو «عبد الرحيم»، والفاء التي يُثبتها قبله هي اختصارٌ لاسم أسرته «فانيا مبادي» وهو يُقدَّم على اسم الشخص في مِنطَقة الشيخ بجنوبيِّ الهند، وهو نفسُه اسم مدينته التي وُلد فيها بولاية تامِل نادو بتاريخ 13 من المحرَّم عام 1352هـ الموافق 7 مايو (أيَّار) 1933م.
ولا يُعرَف معنى «فانيا مبادي»، ونطقُه في لهجتهم مخالفٌ لرسمه العربيِّ، والفاء في أوله تُنطَق بالهندية بصوت بين الفاء والواو. ولصعوبة نطق هذا الاسم اختصره الشيخ إلى حرف «ف» فقط. وهذه المدينة ذات أغلبية مسلمة.

## دراسته وتحصيله
تلقَّى أول تعليمه من القرآن والكتابة في مسجد الحيِّ، ثم درسَ مراحل الدراسة الابتدائية والثانوية في المدرسة الإسلامية التابعة للجمعية التربوية المحمدية لمدينة فانيا مبادي. وفي نهاية المرحلة الثانوية بدأ اهتمامه باللغة العربية، وشُغف بتعلمها وتحصيل فنونها، ولتقوية لغته بها كان يُتابع وهو في الهند إذاعة صوت العرب من القاهرة وإذاعة نداء الإسلام من مكة المكرَّمة.
ثم تخصَّص في علوم العربية والإنكليزية وآدابهما وعلوم الشريعة الإسلامية، فنال شهادةَ ماجستير في اللغة الإنكليزية وآدابها من جامعة مَدراس عام 1957م، واللقب الشرقيَّ «أفضل العلماء» في الدراسات الإسلاميَّة واللغة العربيَّة من الجامعة نفسها (مَدراس) عام 1961م، وماجستير في اللغة العربيَّة وآدابها من جامعة عَليكرَه الإسلاميَّة عام 1963م.
ثم رغب في متابعة دراسته العليا في البلاد العربية، فكتب رسالةً إلى الرئيس المصري جمال عبد الناصر التمسَ فيها الموافقةَ له على الدراسة في الأزهر، وبعد أسابيع قليلة وردت إليه رسالةٌ من نائب الرئيس حسين الشافعي يخبره فيها بقبوله، ويوجهه لمراجعة السِّفارة المصرية في نيودلهي، للحصول على التأشيرة. رحل إلى مصر أول عام 1964 والتحق بكلية اللغة العربية بجامعة الأزهر، ومنها حصل على شهادة الماجستير عن موضوع (الكلمات الفارسية المعرَّبة) عام 1966م، ثم على الدكتوراه في أصول اللغة العربية عام 1973م، وكان موضوعها دراسة كتاب الإمام أبي منصور الجواليقيِّ (ت 540هـ) الشهير "المعرَّب من الكلام الأعجميِّ على حروف المعجم" وتحقيقه، بإشراف الدكتور إبراهيم أبو النجا عميد كلية اللغة العربية يومئذ.
وأتقن عددًا كبيرًا من اللغات واللهجات، منها 14 لغةً شرقية وعالمية، هي: العربية (وله فيها مؤلفات)، والإنكليزية (وله فيها مؤلفات)، والأُردية (وله فيها مؤلفات)، والفارسية، والهندية، والتاميلية، والفرنسية، والألمانية، واليونانية، والتركية، والعبرية، والآرامية (السُّريانية)، والسنسكريتية، والإسبرنتو.
انقطع الدكتور عبد الرحيم للتحصيل والاشتغال بالعلم فلم يتزوَّج؛ فهو من العلماء العزَّاب الذين آثروا العلمَ على الزواج.

## وظائفه وأعماله
بعد حصوله على الشهادة الثانوية درَّس سنةً واحدة في المدرسة التي درَسَ فيها، ثم بعد تخرُّجه في الجامعة عمل محاضرًا في اللغتين العربيَّة والإنكليزية بجامعة مَدراس. ثم انتقل للعمل في السودان بعد حصوله على الماجستير من جامعة الأزهر، فتولى رئاسةَ قسم اللغة الإنكليزية بجامعة أم درمان الإسلامية (من 1966 إلى 1969م). وكان راسل الشيخ عبد العزيز بن باز نائبَ رئيس الجامعة الإسلامية في المدينة المنوَّة، مبديًا رغبته في التدريس في جامعتهم، وجاءه القَبول فانتقل إلى المملكة العربية السعودية ليعمل مدرِّسًا في شعبة تعليم اللغة العربية لغير الناطقين بها في الجامعة الإسلامية، ووضع معظمَ مناهجها، وكان مديرًا للشعبة زمنًا. وفي الوقت نفسه درَّس مادَّة الأصوات واللهَجات العربية بكلية اللغة العربية بالجامعة نفسها، وأشرف على عدَّة رسائلَ جامعية لطلاب الماجستير والدكتوراه، وناقش رسائلَ أُخرى. وبلغت مدَّة عمله بالجامعة الإسلاميَّة ستًّا وعشرين سنة (من 1969 إلى 1995م). ونشِطَ في إقامة دورات في تعليم اللغة العربية برعاية الجامعة الإسلاميَّة بالمدينة، في عدَّة بلدان؛ منها: الولايات المتحدة الأمريكيَّة، وبريطانيا، وألمانيا، وكندا، وباكستان، والهند، والفلبِّين. منها دورات سنوية في ألمانيا استمرَّت على مدار عشر سنين.
وكان عضوًا في اللجنة التي وضعت نظامَ (معهد تعليم اللغة العربية) في إندونيسيا، التابع لجامعة الإمام محمد بن سعود الإسلاميَّة بالرياض، وكانت اللجنة برِئاسة العالم الأديب د. عبد الرحمن رأفت الباشا، ومن أعضائها العالم الشيخ عبد الرحمن الباني وغيره.
في عام 1416هـ - 1995م عُيِّن مديرًا لمركز الترجمات بمجمع الملك فهد لطباعة المصحف الشريف بالمدينة المنوَّرة. فأشرف على إصدار ترجمات لمعاني القرآن الكريم بأكثرَ من (77) لغة، وبقي في عمله هذا إلى وفاته.

## مؤلفاته وآثاره

#### 1) باللغة العربية:
1. الدخيل في اللغة العربية الحديثة ولهجاتها، حلب، 1973.[7] اشتمل على قرابة 800 كلمة.
2. تحقيق «المعرب» للجواليقي، دار القلم بدمشق، 1990.
3. القول الأصيل فيما في العربية من الدخيل، مكتبة لينة بمصر- دمنهور، 1991. أورد فيه 500 كلمة ممَّا لم يذكره الجواليقي.
4. الإعلام بأصول الأعلام الواردة في قصص الأنبياء عليهم السلام، دار القلم بدمشق، 1992.
5. سواء السبيل إلى ما في العربية من الدخيل، دار المآثر بالمدينة المنوَّرة، 1998. أورد فيه 400 كلمة ممَّا لم يذكره الجواليقي.
6. معجم الدخيل في اللغة العربية الحديثة ولهجاتها، دار القلم بدمشق، 2011. اشتمل على 1600 كلمة.
7. سِحر الألحاظ في شعر الألفاظ، دار القلم بدمشق، 2018.
8. دليل الحَيارى في تسمية كتب اليهود والنصارى، دار المآثر بالمدينة المنوَّرة.
9. الباحث عن الحق (حديث سلمان الفارسي رضي الله عنه مع شرح لغوي).
10. في بَلاط هِرَقْل (حديث أبي سفيان رضي الله عنه مع شرح لغوي).
11. إنهما من مِشكاة واحدة (حديث هجرة المسلمين إلى الحبشة مع شرح لغوي).
12. أبشر بخير يوم (حديث كعب بن مالك رضي الله عنه مع شرح لغوي).
13. أربعون حديثًا لتعليم اللغة العربية والتربية النبوية.
14. المُسعِف في لغة وإعراب سورة يوسف.
15. نصوص من الحديث النبوي الشريف.
16. نصوص إسلامية.
17. أحاديث سهلة.

#### 2) بلغات أُخرى:
1. Europe Speaks Arabic (أوربا تتحدَّث العربية)، معهد لغة القرآن في تورنتو بكندا عام 2008م. يعالج: الكلمات العربية الدخيلة في اللغة الإنكليزية، وفي عدَّة لغات أوربية أُخرى. واشتمل على قُرابة (250) كلمة عربية ممَّا يعترف فقهاءُ اللغات الأوربية بعروبتها.
2. I am proud to be a Muslim (أنا فخور بأن أكون مسلمًا)، الأكاديمية الإسلامية في المملكة المتحدة.
3. پرده اتهادون اگر چهره الفاض سي (باللغة الأُردية في أصول الكلمات).
4. كيا يه كتاب ديني درسكاهون مين برهاني كي قابل هي؟ (أيليق أن يدرَّس هذا الكتابُ في المعاهد العربية؟ نقد لكتاب كليلة دمنة).
5. Hajj, Umrah and Ziyarat (الحج والعمرة والزيارة).
6. Selections From the Glorious Quran (مختارات من القرآن الكريم باللغة الإنكليزية).
7. Surat al-Hujurat (سورة الحُجُرات مع ترجمة معانيها وشرحها اللغوي باللغة الإنكليزية).
8. Both These Lights Emanate From the Same Niche (إنهما من مِشكاة واحدة، باللغة الإنكليزية).
9. From Esphahan To Madina in Search of Truth (من أصفهان إلى المدينة بحثًا عن الحق).
10. Let's Begin To Read Arabic (لنبدأ قراءة اللغة العربية، كتاب لتدريس الحروف العربية بطريقة مبتكرة)، لندن.

#### 3) في تعليم العربية للناطقين بغيرها:
1. دروس اللغة العربية لغير الناطقين بها (3 أجزاء)، الجامعة الإسلامية بالمدينة المنورة، ونشرته عدَّة دُور في بلاد مختلفة، وحقق قَبولًا، فهو يدرَّس في جميع أنحاء العالم.
2. مفتاح دروس اللغة العربية لغير الناطقين بها، باللغة الإنكليزية (3 أجزاء)، وقد تُرجم إلى لغات منها: الأردية، والتاميلية، والفرنسية.
3. معجم الكلمات الواردة في دروس اللغة العربية لغير الناطقين بها.
4. حلُّ التمارين الواردة في دروس اللغة العربية لغير الناطقين بها.
5. كتاب المعلِّم لدروس اللغة العربية لغير الناطقين بها.
6. دروس اللغة العربية، في 8 أجزاء بحسَب المنهج الدراسي المتَّبع في أمريكا وبلاد أُخرى.
7. دروس اللغة العربية لغير الناطقين بها للأطفال (في جزأين).
8. التبيان لحروف لغة القرآن (باللغة التاميلية لغة ولاية تاميل نادو في جنوب الهند، لتعليم حروف اللغة العربية بصورة مبتكرة).
9. التبيان لحروف لغة القرآن (باللغة الإنكليزية، كتاب في تعليم حروف اللغة العربية بصورة مبتكرة).
10. التبيان لحروف لغة القرآن (باللغة الأُردية، كتاب في تعليم حروف اللغة العربية بصورة مبتكرة).

#### 4) بحوث ومقالات:
نشر عددًا من البحوث العلمية في بعض المجلات المحكَّمة، منها:
1. معجم المسائل النحوية والصرفية الواردة في القرآن الكريم، قدَّمه لندوة: عناية المملكة العربية السعودية بالقرآن الكريم وعلومه، التي أقامتها وزارة الشؤون الإسلامية.
2. كلمة شِطرنج وبعض مصطلحات هذه اللعبة، تأصيلها ورحلتها من العربية إلى اللغات الأُخرى، نُشر في مجلة الدراسات اللغوية.
3. تعقيب على لفظتي (البوش والمناورة)، مجلة مجمع اللغة العربية بدمشق.
4. الدنانير القوقية أم الفوقية، مجلة مجمع اللغة العربية بدمشق.
5. تعقيب على نظرة في معجم المصطلحات الطبية، مجلة مجمع اللغة العربية بدمشق.
6. تحقيقات لغوية: تعقيب على (العبارة لعب دورًا)، مجلة مجمع اللغة العربية بدمشق.
7. (إيش) بين الفصحى والعامية، مجلة مجمع اللغة العربية بدمشق.
8. الكلمات التركية في اللهجات العربية الحديثة (ثلاث حلَقات)، مجلة مجمع اللغة العربية بدمشق.[8]
9. حول المقربصات- والكهربا، مجلة مجمع اللغة العربية الأردني.[9]
10. أصل كلمة إبراهام، مجلة مجمع اللغة العربية الأردني.[10]
11. كان له عمودٌ ثابت في ملحق التراث بصحيفة المدينة السعودية عدَّة سنوات، ومن مقالاته فيها: ما صحَّ من كلام العوام: الحرمة والزغردة، البواكي والبكاش. لغويات: معنى "الهِنْزَمْن"، تصحيح تصحيف في "المساعد"، أصل الهنابير، رأي في "العشير" و"المعشار"، النجاشي. في أصول الكلمات: سدوم، المرهم، المنديل، البلور، أصل "النوتي"، الفنجان، البيطار، القالب، المغنطيس، قالون، البلاط، السفط، الهيولى، القسيس، زنأ، بنطس، الجغرافية، جوارش، الحانوت، الأسطرلاب.

## أنشطة أخرى
- له مدوَّنة على الشَّابِكة لتعليم اللغة العربية لغير الناطقين بها، باللغة الإنكليزية، وعنوانها: www.drvaniya.com
- يشرف على معهد تعليم لغة القرآن بمدينة تورنتو بكندا.
- رئيس مركز القرآن بالهند، وقد أعدَّ المركزُ مصحفًا مكتوبًا حاسوبيًّا باستخدام أقل عددٍ من أشكال الحرف الواحد؛ لتسهيل قراءة القرآن الكريم على الجيل الجديد من المسلمين غير العرب.
- المشاركة في تحكيم البحوث.
- المشاركة في ندَوات علمية داخل المملكة وخارجها.

## جوائز
حاز على جائزةَ رئيس جمهورية الهند لخدمة اللغة العربية لعام 1996م.

## وفاته
توفي الدكتور فانيا مبادي عبد الرحيم في المدينة المنوَّرة، بعد مغرب يوم الخميس 4 ربيع الآخر 1445هـ الموافق 19 أكتوبر (تشرين الأول) 2023م. وصُلِّي عليه في اليوم التالي يوم الجمعة 5 ربيع الآخر 1445هـ الموافق 20 أكتوبر 2023 في المسجد النبوي بعد صلاة الجمعة، ودُفن في مقبرة البقيع.

## وصلات خارجية
- لقاء مع الشيخ الدكتور ف. عبد الرحيم في برنامج (صفحات من حياتي) إعداد وتقديم د. فهد السنيدي